# 半濁点
半濁点（はんだくてん）または半濁音符（はんだくおんぷ）とは、日本語において、半濁音を表すために仮名の右上に付される記号である。その字形から「まる」と呼ぶこともある。

## 起源
元来は [p]（現代のパ行子音）であったハ行子音が [p] と [ɸ] に分化し、異なる音素として確立したことにより書き分けの可能性が生じた。ただし、分化の時期は明確でなく、万葉仮名の時代より前であったかもしれない。ポルトガル人宣教師によりキリシタン文献に導入されたのが最初とされる。
半濁点は、清音を表す不濁点から派生、あるいは濁点を半分にしたとされる。不濁点は、当時の仮名文字は濁点が必須ではなかったので、時には清音を明示する必要があった。

## 用法
現在の日本語の正書法である現代仮名遣いでは、ハ行仮名に対してのみ、半濁音を表す仮名を作るために付加される。ただしそれ以前の仮名遣いでは必ずしも付されない。
国語学や日本語教育の分野では異音を明示する用途でも使われる。カ゚キ゚ク゚ケ゚コ゚でガギグゲゴ [ɡ] の異音の鼻濁音 [ŋ] を表すのが代表的で、この音は現在の鼻濁音という分類が定着する前は半濁音とされることもあった。このほか、現在では廃れたがウ゚でウの異音を表す用法もある。これらはたとえば「カカ゚ミ」や「ウ゚マイ」のように発音記号としてのみ使い、正書法の一部ではない。
いくつかの文字がアイヌ語の仮名表記で使われる。琉球諸語のうちいくつかの言語でも使う表記法がある。

## 使用仮名一覧

### 一般的に用いられるもの
一般的な音節の一覧表に含まれ、通常の日本語で用いられるもの。
- パピプペポ - 半濁音を表す。

### 特殊な用途に用いられるもの
国語学やアイヌ語表記で用いることがある。
- カ゚キ゚ク゚ケ゚コ゚ - 鼻濁音 [ŋa ŋi ŋɯ ŋe ŋo] を表す。
- ㇷ゚（小仮名） - おもにアイヌ語のカナ表記において、音節の最後に置かれた [p] を表す。
- ウ゚ - 「語頭の鼻音音節」化したウの異音を表す。

また、声優養成所ではデビュー前の教育期間中の身である受講生に対し、どんな発音も出来るように通常の会話や文章では用いられない半濁点付きの文字群を発音させる教育を行なう際に使用する。

### 過去に一部で用いられたことのあるもの
- さ゜（サ゚） - 江戸時代に江戸言葉の「ツァ」を表すのに使われた。片仮名の「サ゜」はおもに唐音資料において用いられた。
- セ゚ （せ゜） - 江戸時代に唐音やアイヌ語における「チェ」の音を表すのに使われた。江戸言葉の「チェ」を平仮名の「せ゜」で表した例もある。
- ツ゚ト゚ - 主に古い文献で用いられ2文字ともアイヌ語の発音「トゥ」を表す。
- ラ゚リ゚ル゚レ゚ロ゚ - 明治期に一部で用いられた。外来語のラ行音のうち、L音由来のものをR音由来のものから区別するために、前者に半濁点を添えたもの。
- イ゚ロ゚ニ゚ト゚チ゚リ゚ヌ゚ル゚ヲ゚ワ゚カ゚ヨ゚タ゚レ゚ソ゚ツ゚ネ゚子゚ナ゚ラ゚ム゚ウ゚井゚ノ゚オ゚ク゚ヤ゚マ゚ケ゚コ゚エ゚テ゚ア゚サ゚キ゚ユ゚メ゚ミ゚シ゚ヱ゚モ゚セ゚ス゚ン゚ - 電信暗号(コード)に使われた電信用片仮名の一部[1]。

## 符号位置
| 点字         | －－ －●     |
| モールス信号 | ・・－－・   |
| 手旗信号     | （第14原画） |

| 記号 | Unicode | JIS X 0213 | 文字参照          | 名称               |
| ---- | ------- | ---------- | ----------------- | ------------------ |
| ゜   | U+309C  | 1-1-12     | &#x309C; &#12444; | 半濁点             |
| ゚     | U+309A  | -          | &#x309A; &#12442; | 半濁点（結合文字） |
| ﾟ    | U+FF9F  | 1-1-12     | &#xFF9F; &#65439; | 半濁点（半角）     |

※この他 302B および 302C も半濁点に類似の字形をもつが、これらは中国語用の声調符号である。